# بيت سوندرز
بيت سوندرز (بالإنجليزية: Pete Saunders)‏ هو عازف بيانو بريطاني، ولد في 1960.